# Ophichthus
Ophichthus Ahl, 1789 è un genere di pesci anguilliformi della famiglia Ophichthidae.

## Tassonomia
Il genere comprende le seguenti specie:
- Ophichthus alleni McCosker, 2010
- Ophichthus altipennis (Kaup, 1856)
- Ophichthus aniptocheilos McCosker, 2010
- Ophichthus apachus (McCosker & Rosenblatt, 1998
- Ophichthus aphotistos (McCosker & Chen, 2000
- Ophichthus apicalis (Anonymous [Bennett], 1830)
- Ophichthus arneutes (McCosker & Rosenblatt, 1998
- Ophichthus asakusae Jordan & Snyder, 1901
- Ophichthus bicolor (McCosker & Ho, 2015
- Ophichthus bonaparti (Kaup, 1856)
- Ophichthus brachynotopterus Karrer, 1983
- Ophichthus brasiliensis (Kaup, 1856)
- Ophichthus brevicaudatus Chu, Wu & Jin, 1981
- Ophichthus brevidorsalis Chiu & Hibino, 2019
- Ophichthus brevirostris (McCosker & Ross, 2007
- Ophichthus celebicus (Bleeker, 1856)
- Ophichthus cephalozona Bleeker, 1864
- Ophichthus chennaiensis Das, Mohapatra, Rajendar & Bhaskar, 2020
- Ophichthus congroides McCosker, 2010
- Ophichthus cruentifer (Goode & Bean, 1896)
- Ophichthus cylindroideus (Ranzani, 1839)
- Ophichthus echeloides (D'Ancona, 1928)
- Ophichthus erabo (Jordan & Snyder, 1901)
- Ophichthus exourus McCosker, 1999
- Ophichthus fasciatus (Chu, Wu & Jin, 1981)
- Ophichthus fowleri (Jordan & Evermann, 1903)
- Ophichthus frontalis Garman, 1899
- Ophichthus genie McCosker, 1999
- Ophichthus gomesii (Castelnau, 1855)
- Ophichthus grandoculis (Cantor, 1849)
- Ophichthus hirritus McCosker, 2010
- Ophichthus humanni McCosker, 2010
- Ophichthus hyposagmatus (McCosker & Böhlke, 1984
- Ophichthus ishiyamorum McCosker, 2010
- Ophichthus johnmccoskeri Mohapatra, Ray, Mohanty & Mishra, 2018
- Ophichthus kailashchandrai Mohapatra, Ray, Mohanty & Mishra, 2020
- Ophichthus kunaloa McCosker, 1979
- Ophichthus kusanagi (Hibino, McCosker & Tashiro, 2019
- Ophichthus lentiginosus McCosker, 2010
- Ophichthus leonensis Blache, 1975
- Ophichthus limkouensis (Chen, 1929
- Ophichthus lithinus (Jordan & Richardson, 1908)
- Ophichthus longicorpus Vo & Ho, 2021
- Ophichthus longipenis (McCosker & Rosenblatt, 1998
- Ophichthus lupus (Hibino, McCosker & Tashiro, 2019
- Ophichthus machidai McCosker, Ide & Endo, 2012
- Ophichthus macrochir (Bleeker, 1853)
- Ophichthus macrops Günther, 1910
- Ophichthus maculatus (Rafinesque, 1810)
- Ophichthus manilensis Herre, 1923
- Ophichthus marginatus (Peters, 1855)
- Ophichthus mccoskeri Sumod, Hibino, Manjabrayakath & Sanjeevan, 2019
- Ophichthus mecopterus (McCosker & Rosenblatt, 1998
- Ophichthus megalops Asano, 1987
- Ophichthus melanoporus Kanazawa, 1963
- Ophichthus melope (McCosker & Rosenblatt, 1998
- Ophichthus menezesi (McCosker & Böhlke, 1984
- Ophichthus microcephalus Day, 1878
- Ophichthus microstictus McCosker, 2010
- Ophichthus mystacinus McCosker, 1999
- Ophichthus naevius Kodeeswaran, Kathirvelpandian, Mohapatra, Kumar & Sarkar, 2023
- Ophichthus naga (McCosker & Psomadakis, 2018
- Ophichthus nansen (McCosker & Psomadakis, 2018
- Ophichthus nigroventralis Kodeeswaran, Mohapatra & Kumar, 2023
- Ophichthus obtusus McCosker, Ide & Endo, 2012
- Ophichthus oligosteus (Hibino, McCosker & Tashiro, 2019
- Ophichthus olivaceus (McCosker & Bogorodsky, 2020
- Ophichthus omorgmus (McCosker & Böhlke, 1984
- Ophichthus ophis (Linnaeus, 1758)
- Ophichthus pallens (Richardson, 1848)
- Ophichthus polyophthalmus Bleeker, 1864
- Ophichthus pullus McCosker, 2005
- Ophichthus puncticeps (Kaup, 1859)
- Ophichthus remiger (Valenciennes, 1837)
- Ophichthus retrodorsalis Liu, Tang & Zhang, 2010
- Ophichthus rex Böhlke & Caruso, 1980
- Ophichthus roseus Tanaka, 1917
- Ophichthus rotundus Lee & Asano, 1997
- Ophichthus rufus (Rafinesque, 1810)
- Ophichthus rugifer Jordan & Bollman, 1890
- Ophichthus rutidoderma (Bleeker, 1852)
- Ophichthus semilunatus (Hibino & Chiu, 2019
- Ophichthus serpentinus Seale, 1917
- Ophichthus shaoi (McCosker & Ho, 2015
- Ophichthus singapurensis Bleeker, 1864-65
- Ophichthus spinicauda (Norman, 1922)
- Ophichthus stenopterus Cope, 1871
- Ophichthus tchangi Tang & Zhang, 2002
- Ophichthus tetratrema (McCosker & Rosenblatt, 1998
- Ophichthus tomioi McCosker, 2010
- Ophichthus triserialis (Kaup, 1856)
- Ophichthus tsuchidae Jordan & Snyder, 1901
- Ophichthus unicolor Regan, 1908
- Ophichthus urolophus (Temminck & Schlegel, 1846)
- Ophichthus vietnamensis Vo, Hibino & Ho, 2019
- Ophichthus woosuitingi (Chen, 1929
- Ophichthus yamakawai (Hibino, McCosker & Tashiro, 2019
- Ophichthus zophochir Jordan & Gilbert, 1882